# Tipula (Acutipula) pertinax
Tipula (Acutipula) pertinax is een tweevleugelige uit de familie langpootmuggen (Tipulidae). De soort komt voor in het Palearctisch gebied.